# Смольное (Акмолинская область)
Смольное (каз. Смольное) — село в Сандыктауском районе Акмолинской области Казахстана. Входит в состав Новоникольского сельского округа. Код КАТО — 116453500.

## География
Село расположено в северной части района, в 20 км на север от центра района села Балкашино, в 9 км на юго-запад от центра сельского округа села Новоникольское.

### Улицы[2]
- ул. Заречная,
- ул. Школьная,
- ул. Шокана Уалиханова.

### Ближайшие населённые пункты
- село Меньшиковка в 1 км на юго-западе,
- село Новоникольское в 9 км на северо-востоке.

## Население
В 1989 году население села составляло 139 человек (из них русских 100%).
В 1999 году население села составляло 155 человек (81 мужчина и 74 женщины). По данным переписи 2009 года в селе проживало 99 человек (45 мужчин и 54 женщины).
| Численность населения | Численность населения | Численность населения |
| 1989                  | 1999                  | 2009                  |
| --------------------- | --------------------- | --------------------- |
| 139                   | ↗155                  | ↘99                   |